# Helicteres aspera
Helicteres aspera är en malvaväxtart som beskrevs av St.-hil. och Naud.. Helicteres aspera ingår i släktet Helicteres och familjen malvaväxter. Inga underarter finns listade i Catalogue of Life.